# Recettore rianodinico
I recettori della rianodina (ryanodine receptor, RyR), sono canali che svolgono un ruolo chiave nei processi di accoppiamento eccitazione-contrazione.
Sono composti da subunità proteiche di circa 565 kDa, che si assemblano in omotetrameri di grandi dimensioni, a formare un quadrifoglio. 
Questi recettori, insieme ai recettori delle diidropiridine DHPR, partecipano alla liberazione dello ione calcio delle cisterne terminali del reticolo sarcoplasmatico RS, che danno origine a strutture chiamate “piedi”, che si proiettano verso le tetradi dei tubuli T. 
L’identificazione dei canali di liberazione dello ione calcio dalle cisterne terminali del RS è stata favorita dall’impiego dell’alcaloide rianodina, che si lega in modo specifico e selettivo a questi canali; in essi, a basse concentrazioni, la rianodina induce uno stato di apertura permanente.
L'eziologia dell'ipertermia maligna risiede in una mutazione a carico del gene codificante il RyR1, per la quale l'esposizione a certi farmaci (gas alogenati, succinilcolina e sugammadex) ne comporta l'agonismo.